# Zawiść (powieść)
Zawiść – powieść psychologiczna Tadeusza Brezy, napisana w latach 1937–1939 jako Biała Laska, a opublikowana w całości pośmiertnie, w 1973.

## Publikacja
Do pisania Zawiści autor przystąpił niezwłocznie po opublikowaniu Adama Grywałda w 1936. Jej fragmenty opublikowano z inicjatywy Stefana Napierskiego na łamach Ateneum w marcu 1939 pod tytułem Za niewidomym. Przygotowany do druku materiał zaginął bezpowrotnie w czasie okupacji niemieckiej. Ocalał jedynie brulion z pierwopisem powieści. Autor postanowił ponownie przygotować go do druku (od 1960), jednak wyjazd do Paryża i choroba pokrzyżowały te plany. Tekst ostatecznie opublikowano w 1973, na podstawie częściowo jeszcze raz przeredagowanego przez Brezę pierwopisu.
Ostatecznie istnieje pięć wersji dzieła:
- pierwopis z lat 1937–1939,
- fragment Za niewidomym, opublikowany w Ateneum w marcu 1939,
- maszynopisy autora z około 1960,
- fragment początkowy pierwszego rozdziału wraz ze słowem wstępnym pisarza, skreślonym po powrocie z Włoch, opublikowany w numerze piątym Miesięcznika Literackiego z 1971,
- pełne wydanie z 1973, którego kilkadziesiąt stron autor poddał niewielkim korektom[1].

Drukowany fragment ósmego rozdziału odpowiada, z pominięciem nielicznych odstępstw, pierwopisowi powieści, natomiast fragment opublikowany Miesięczniku Literackim, wersji książkowej. We wszystkich wersjach zamysł i podstawowy kształt tekstu nie uległ zmianie. Zmiany dotyczyły głównie wyrażeń i zwrotów, warstwy stylistycznej utworu.

## Treść

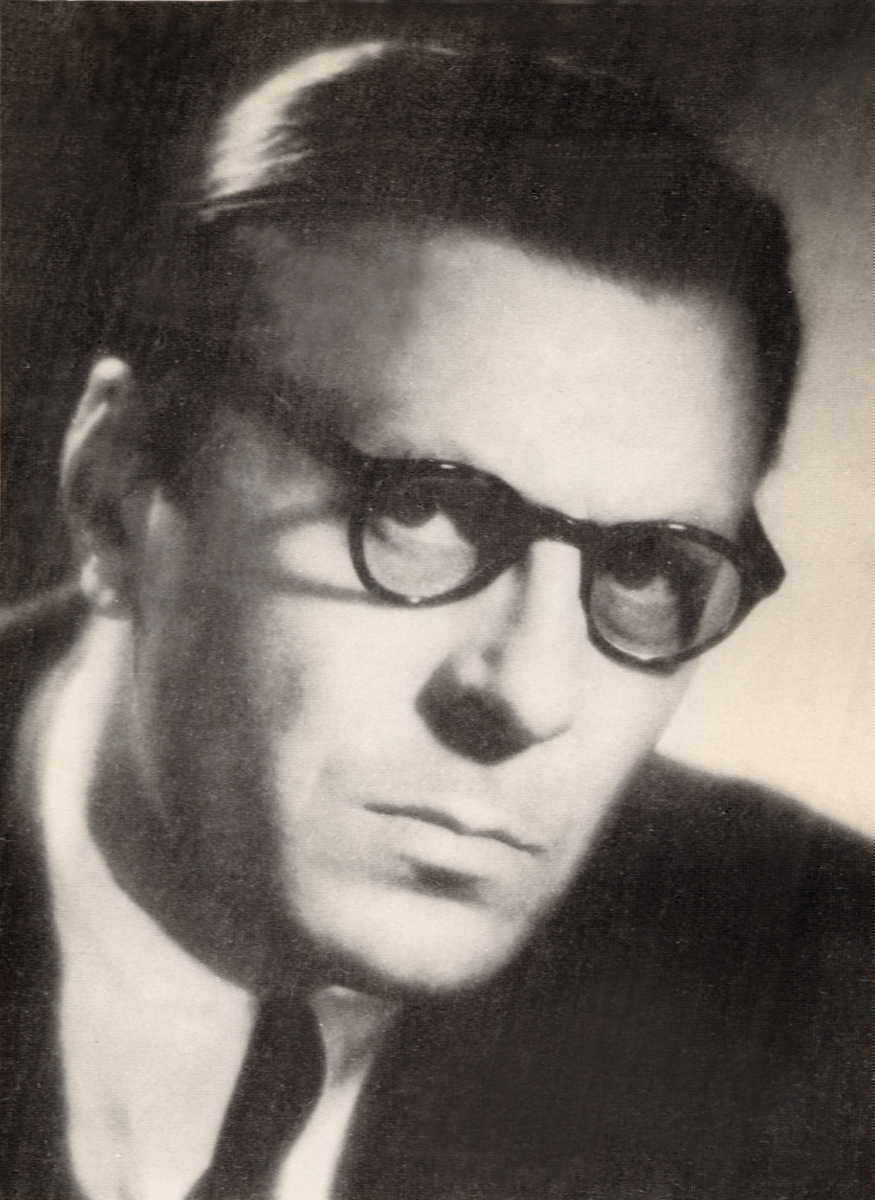
Tadeusz Breza, autor powieści

Centralnym motywem powieści jest paradoks uczuć, co w pewnym, bardziej stonowanym, sensie kontynuuje tematykę debiutanckiego Adama Grywałda. O ile w debiucie męska przyjaźń mutowała w uczucie homoseksualne, o tyle w Zawiści przechodzi w nienawiść. W dziele ma miejsce wszechstronna analiza uczucia zawiści we wszelkich jej aspektach: genezie, rozwoju, przejawach oraz cechach charakterystycznych. Autor proponuje praktycznie naukowy opis psychopatologii tego uczucia.
Głównym bohaterem jest narrator, który po podjęciu pracy u Malborga wchodzi w nowe dla siebie, nieznane i obce środowisko mieszczańsko-ziemiańskie. Są to rodziny Waldemara Malborga (wraz z córkami, Heleną i Ireną) oraz Szymona Sołtyka z matką. Autor opisuje egzotykę środowiskową tych sfer, bez szerszego kontekstu ekonomicznego, czy społecznego. Malborgowie wywodzili się ze szlachty kurlandzkiej, Sołtykowie zaś z polskiej, która w niepodległej ojczyźnie utraciła znaczenie i wpływy, co wpłynęło na lekceważący stosunek pani Sołtykowej do rzeczywistości politycznej państwa.
Mikrosocjologizm powieści eksponuje przede wszystkim te cechy obyczajowe, które stanowią zaczyn dla zjawisk sfery psychicznej: izolacji od ludzi z zewnątrz, zwłaszcza z innych kręgów społecznych, udawanej głębi, frazesów i konwenansów, a także towarzyskiej celebry. Jedną z osób spoza zamkniętego świata jest narrator, najpierw urzędnik u Malborga, a następnie jego zięć, u którego z momentem wejścia w nową rolę rodzi się nikczemne uczucie zawiści do Szymka Sołtyka, które z czasem rozkwita do rozmiarów rzadko spotykanej obsesji. Narrator skupia się właśnie na drobiazgowym wyjaśnieniu wszystkich okoliczności, które doprowadziły do narodzin tej emocji. Jej genezę znajduje naprzemiennie, to w środowisku, to w sobie. Jako jedną z przyczyn biernego zachowania wobec niej, co charakterystyczne dla Brezy, odnajduje w fascynacji inteligenta blichtrem arystokracji. Bliskie jest mu stanowisko Maxa Schelera, który lansował psychologiczną i społeczną przyczynę narastania resentymentów, w odróżnieniu od Friedricha Nietzschego, który widział głównie ich przyczyny biologiczne.
Kompozycja dzieła łączy w sobie naprzemiennie gorączkowe nawroty pamięci całkowicie opętanej i zatrutej zawiścią ze skrupulatnymi analizami współczesnych działań bohatera, ukazując ich chaos. Język utworu w pełni oddaje te falowania, dając pełny i wyczerpujący obraz umysłu bezgranicznie opętanego zawiścią. Czytelnik ma do czynienia z narracyjną formę pamiętnika dotkniętego obsesją bohatera.
Koncepcja świata oraz człowieka w dziele jest koncepcją tragiczną. Samopoznanie jest w niej nadrzędnym postulatem etyczno-soteriologicznym.

## Krytyka
Powieść została bardzo dobrze przyjęta przez krytykę. Jan Pieszczachowicz uznał utwór za jedną z najlepszych powieści psychologicznych, jakie powstały w dwudziestoleciu międzywojennym. Tadeusz Drewnowski wskazał, że Breza na podstawie jednego bardzo specyficznego wypadku wziętego z bardzo odległego, zamkniętego świata, [...] potrafił odtworzyć psychologiczny model zawiści, model odkrywczy, który wytrzymał próbę czasu.
Dzieło potraktowano jako dokument historycznoliteracki zawierający repertuar pewnych chwytów warsztatowych charakterystycznych dla prozy lat 30. XX wieku, a także jako nieoczekiwanie odkrywczą manifestację ponadczasowych prawd wyrażonych za pomocą instrumentarium psychologizmu ostatnich lat dwudziestolecia międzywojennego. Zalicza się je właśnie do nurtu psychologizmu tamtych czasów. Pytania formułowane przez autora na kartach dzieła wskazują na powiązania z twórczością Zofii Nałkowskiej, Marii Kuncewiczowej, Michała Choromańskiego, czy Stefana Otwinowskiego. Odpowiedzi na nie wykraczają poza standardową powieść psychologiczną. Breza rozważa również przyczyny konfliktów międzyludzkich, źródła przemian uczuciowych, genezy skrajnych emocji, zwłaszcza zawiści, a także spustoszenia jakie wywołują negatywne uczucia. Jan Bełkot, w swojej monografii pisarstwa Brezy, stwierdził, że „Zawiść” jest spowiedzią, wyznaniem, wielkim monologiem człowieka zatrutego nienawiścią, wstrząśniętego tragiczną i zagadkową śmiercią przeciwnika. Narrator zachowuje się jak na psychoanalitycznym seansie. W koło odtwarza dawne konflikty, wydobywając je z mroków i przywołując do świadomości.
Autor postawił przed sobą zadanie wprowadzenia do utworu nowych treści poznawczych, jak również, co trudniejsze, uwierzytelnienia ich na poziomie literackim. Nie tylko wyjawia przyczyny życiowej porażki narratora, ale stara się też wiarygodnie przedstawić uczucia przez niego przeżywane. Psychologizm utworu wyróżnia się na tle dzieł współczesnych pasją poznawczą, intelektualnym poziomem dociekań, głębokimi analizami, a także wyjątkową precyzją słowa. Na nowatorskość powieści i osadzenie jej w nurcie przemian warsztatowych wskazują: znaczące nawiązania do kluczowych arcydzieł prozy psychologicznej autorstwa np. Fiodora Dostojewskiego, czy Marcela Prousta, odwołania do nurtów psychologicznych, filozoficznych oraz prądów literackich, oryginalne opracowanie zagadnień samopoznania na poziomie egzystencjalnym, umiejętne posłużenie się techniką stylizacji i aluzji literackiej, jak również amorficzna konstrukcja utworu.